# Lijst van beiaardiers en componisten

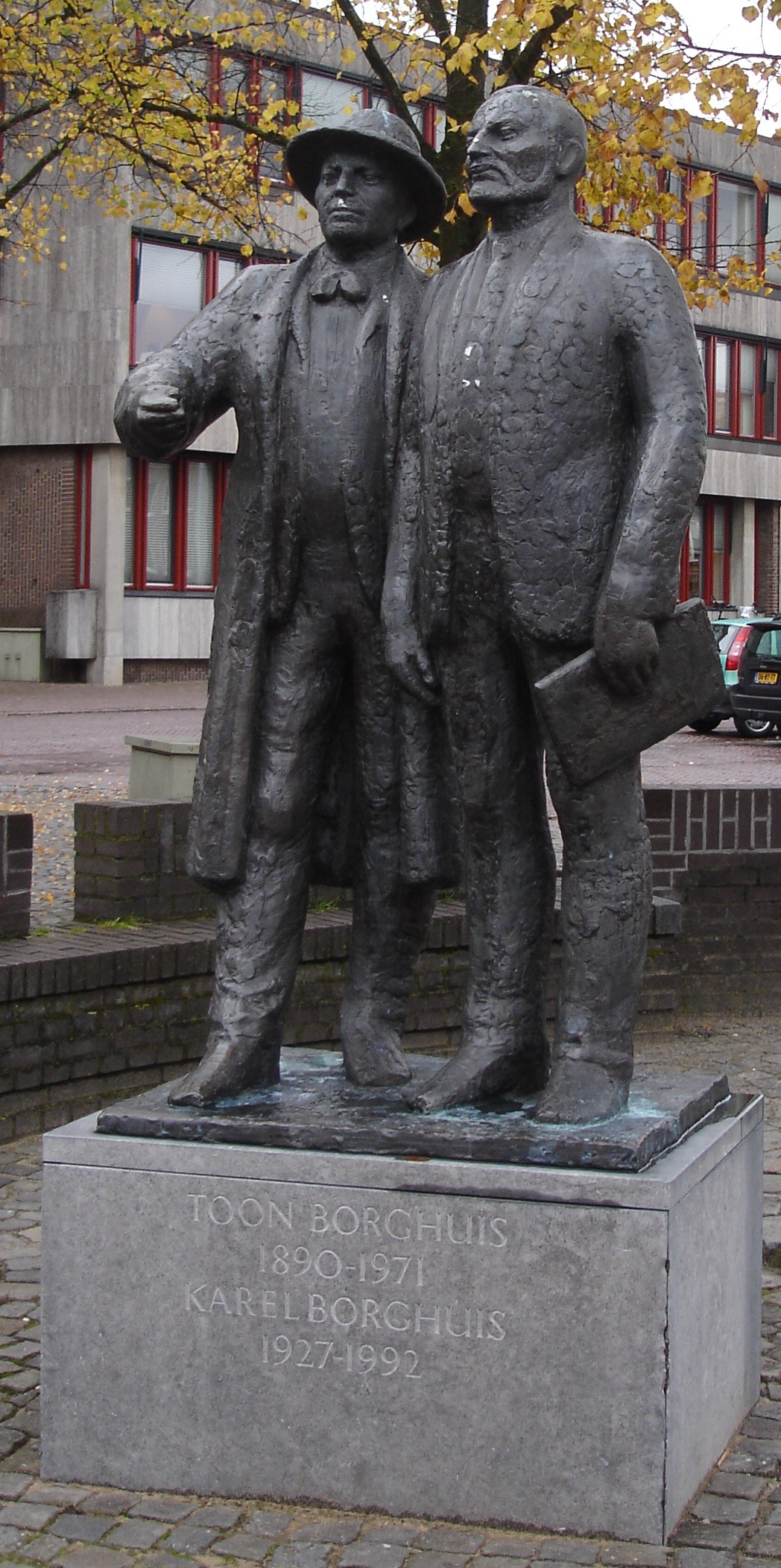
Karel Borghuis (met boek) en zijn vader Toon Borghuis (met hoed).

## Beiaardcomponisten
- Henk Badings (1907-1987)
- Ronald Barnes (1927-1997)
- Peter Benoit (1834-1901)
- Kurt Bikkembergs (1963)
- Jac. Bonset (1880-1959)
- Karel Borghuis (1927-1992)
- Frank Deleu (1952)
- Jef Denyn (1862-1941)
- Geert D'hollander (1965)
- Jos D'hollander (1934)
- Chris Dubois (1934)
- Gaston Feremans (1907-1964)
- Wim Franken (1922)
- Benoît Franssen (1893-1978)
- Matthias van den Gheyn (1721-1785)
- Marco de Goeij (1967)
- Leen 't Hart (1920-1992)
- Aimé Lombaert (1945-2008)
- Arthur Meulemans (1884-1966)
- Toon Nauwelaerts (1886-1957)
- Staf Nees (1901-1965)
- Flor Peeters (1903-1986)
- Mathieu Daniel Polak (1972)
- Herman Roelstraete (1925-1985)
- Jef Rottiers (1904-1985)
- Frank Steijns (1970)
- Eugeen Uten (1919-2001)
- Anatole van Assche (1888-1978)
- Jef Van Hoof (1886-1959)
- Werner Van Cleemput (1930-2006)
- Kristiaan Van Ingelgem (1944)
- Boudewijn Zwart (1962)

## Beiaardiers in Nederland
- Arie Abbenes
- Johan Adriaenssen
- Hendrik Anders
- Peter Bakker
- Freek Bakker
- Hylke Banning
- Quirinus van Blankenburg
- Maria Blom
- Gideon Bodden
- Toon, Karel en Tijn Borghuis
- Ludwig Felix Brandts Buys
- Marius Adrianus Brandts Buys jr.
- Chris Bos
- Dirk S. Donker
- Dick van Dijk
- Kees van Eersel
- Jaap van der Ende
- Janno den Engelsman
- Leon van der Eijk
- Jonkheer Jacob van Eyck
- John (Todd) Fair
- Wim Franken
- Benoît Franssen
- Henry Groen
- Co Groenewoud
- Adriaan de Groot
- Frans Haagen
- Klaas de Haan
- Leen 't Hart
- Ype Höweler
- Addie de Jong
- Jenke Kaldenberg
- Gijsbert Kok
- Anne Kroeze
- Hein de Ligt
- Willem Lodewijk Harthoorn
- Jacques Maassen
- Willem Johan Frederik Nieuwenhuysen
- Gert Oldenbeuving
- Arie Peters
- Ria Pieffers
- Tjeerd Plomp
- Mathieu Daniel Polak
- Henk G. van Putten
- Bauke Reitsma
- Frits Reynaert
- Wim Ruitenbeek
- Joan Du Sart
- Roel Smit
- Frank Steijns
- Mattheu Steijns
- Sjoerd Tamminga
- Daan Vanhoecke
- Henk Verhoef
- Jacob Vincent
- Willem de Vries
- Romke de Waard
- Heleen van der Weel
- Bob van Wely
- Dick van Wilgenburg
- Bernard Winsemius
- Christiaan Winter
- Boudewijn Zwart

## Beiaardiers in België
- Wim Berteloot
- Elisabeth Debevere
- Frank Deleu
- Ephrem Delmotte
- Jef Denyn
- Geert D'hollander
- Jos D'hollander
- Eduard Dupan
- Jan Feyen
- Jo Haazen
- Liesbeth Janssens
- Jos Lerinckx
- Aimé Lombaert
- Lorenz Meulebroek
- Toon Nauwelaerts
- Staf Nees
- Frederik Reynders
- Hendrik Reynders
- Noël Reynders
- Jef Rottiers
- Eugeen Uten
- Anatole van Assche
- Piet Van den Broek
- Kristiaan Van Ingelgem
- René Vanstreels